# ندرة الطموث
ندرة الطموث أو قلة الطمث (بالإنجليزية: Oligomenorrhea)‏ هو إفراز دم الطمث بكمية أقل من الكمية الطبيعية وهو اضطراب وظيفي لمحور تحت المهاد النخامي المبيضي وهو من أكثر الأضطرابات المسببة للعقم عند النساء. المصابات بهذا المرض ينقلب لديهن نظام الدورة الشهرية الذي عادة يكون أكثر من 35 يومًا، ويكون ذلك مصحوبًا أحيانا بتاريخ نزيف رحمي لخلل وظيفي، ويكون لديهم أعراض لفرط الأندروجينية، وحب الشباب، وكثرة الشعر أو الصلع، كما تكون هذه الحالات مصحوبة كثيرا ببدانة مما يفاقم من مصير هذه الحالات، ليس بالضرورة ان يكون لدى المصابات بهذا المرض عقم ولكن تكون خصوبتهن منخفضة. وبالتالي تكون نسبة الإنجاب ضعيفة بسبب زيادة خطر فقدان الحمل.

## الأسباب
اغلب المصابات بهذا المرض يكون لديهن متلازمةالمبيض المتعددالكيسات.و يمكن أن يكون ندرة الطموث نتيجة أورام في الغدةالنخامية الأمامية، أو تغيرات في الانسمام الدرقي ، كما يمكن لبعض التمارين التحمل الرياضية الشاقة مثل الجري أو السباحة ان يؤثر على وظائف الأعضاء التناسلية للمرأة .كما ان الزيادة في إفراز هرمون الحليب prolactinoma ، وزيادة نشاط الغدة الدرقية thyrotoxicosis ،ومتلازمة التكيس المتعدد على المبيض poly cystic ovary هي من أهم الأسباب التي تؤدي إلى ندرة الطموث .وهناك بعض الأسباب لندرة الطموث ولكن مازال الجدل قائم عليها وهي ان تكون الغدد الصم العصبيةلها علاقة بندرة الطموث.

## العلاج
عدم انتظام الدورة الشهرية أو قلتها أو تباعدها في الفتيات الصغيرات حديثا بعد البلوغ لا يحتاج إلى علاج وانما في الكثير من الحالات تنتظم الدورة بمجرد انتظام التبويض وفي حالة حدوث ذلك قرب سن الياس قد تحتاج السيدة لفحص أوتعويض هرموني، وفي حالة غزارة الحيضتنصح السيدات المستخدماتلولب الرحم بالراحة اثناء الدورة وتعطى مركبات الحديد والفيتامينات حتى لا يعانين من انيميا وفي باقي الحالات يكون العلاج موجها حسب كل حالة. كما أن اتباع نظام غذائي سليم والذي يحتوي على فيتامين د مع فيتامينبالمركب، وزيادة في كمية الكالسيوم والمغنيسيوم في منتهى الأهمية لتحسين حالة الدم، وأهم شئ في الوقاية هو عدم ممارسة المرأة للرياضات التحمل الشاقة.